# The Redhead
The Redhead o Red Head è un film muto del 1919 diretto da Charles Maigne che ha come interpreti principali Alice Brady e Conrad Nagel.

## Trama
Una sera, Matthew Thurlow, ubriaco, sposa per scommessa Dazie, una ballerina che lavora nel locale che lui frequenta abitualmente ma se ne pente subito. La ragazza è costernata da come Matthew spreca il suo tempo e insiste nel voler restare sposata con lui per farlo diventare un vero uomo. Intanto, lo zio del giovane, gli taglia i viveri e sospende l'assegno mensile di Matthew che è costretto a trovarsi un lavoro. Lo zio cerca di convincere Dazie a divorziare offrendole del denaro, ma la ragazza rifiuta, dichiarando che divorzierà solo se glielo chiederà Matthew che, in ogni caso, si dimostra freddo nei suoi confronti. Il giovane, che comincia a trovare interesse in quella nuova vita, si rende conto di essere geloso di Dazie e di amarla. Così, quando lo zio, che vede la buona influenza di Dazie sul nipote, minaccia di diseredarlo se lui vorrà divorziare, Matthew ammette di amare la moglie.

## Produzione
Il film fu prodotto dalla Select Pictures Corporation

## Distribuzione
Il copyright del film, richiesto dalla Select Pictures Corp., fu registrato il 3 aprile 1919 con il numero LP13662.
Distribuito dalla Select Pictures Corporation, il film uscì nelle sale cinematografiche USA il 27 aprile 1919.